# جورج روبرتس (مجدف)
جورج روبرتس (بالإنجليزية: George Roberts)‏ هو مجدف أسترالي، ولد في 28 أغسطس 1980.

## وصلات خارجية
- جورج روبرتس على موقع الاتحاد الدولي للتجديف (الإنجليزية)